# Ямане Еріна
Ямане Еріна (яп. 山根 恵里奈; нар. 20 грудня 1990) — японська футболістка. Вона грала за збірну Японії.

## Кар'єра в збірній
Дебютувала у збірній Японії 15 січня 2010 року в поєдинку проти Чилі. У складі японської збірної учасниця жіночого чемпіонату світу 2015 року. З 2010 рік зіграла 26 матчів в національній збірній.

## Статистика виступів
| Збірна Японії | Збірна Японії | Збірна Японії |
| Рік           | Матчі         | Голи          |
| ------------- | ------------- | ------------- |
| 2010          | 1             | 0             |
| 2011          | 0             | 0             |
| 2012          | 0             | 0             |
| 2013          | 3             | 0             |
| 2014          | 9             | 0             |
| 2015          | 5             | 0             |
| 2016          | 3             | 0             |
| 2017          | 2             | 0             |
| 2018          | 0             | 0             |
| 2019          | 3             | 0             |
| Загалом       | 26            | 0             |